# Palachia clavicornis
Palachia clavicornis är en stekelart som beskrevs av Boucek 1998. Palachia clavicornis ingår i släktet Palachia och familjen gallglanssteklar. Inga underarter finns listade i Catalogue of Life.